# Stephen J. Dubner
Stephen J. Dubner est un journaliste américain, né le 26 août 1963 connu pour avoir écrit plusieurs livres avec son compatriote, l'économiste Steven Levitt, concernant la Freakonomics, terme traduit en français par « économie saugrenue ».

## Biographie
Stephen Dubner est né le 26 août 1963. Après avoir fini ses études secondaires en 1980, en ayant sauté une classe, il intègre l'université d'État des Appalaches dont il est diplômé en 1984. En 1990, Dubner obtient un master à l'université Columbia, où il enseigne l'anglais en même temps.